# Иракский исламский банк
Иракский исламский банк (араб. المصرف الاسلامي العراقي‎) — иракский коммерческий банк, основанный в 1993 году. Центральный офис находится в Багдаде. Банк имеет 10 отделений в Багдад, Басра, Мосул, Анбар, Киркук и других городах.